# Metallurg Bekabad
El Metallurg Bekabad (en uzbeko: «Metallurg Bekobod»  professiobal futbol klubi) es un equipo de fútbol de Uzbekistán que juega en la Liga de fútbol de Uzbekistán, la primera división de fútbol en el país.

## Historia
Fue fundado en el año 1945 en la ciudad de Bekebad y jugó en las divisiones regionales de la Unión Soviética en sus primeros años de existencia, periodo en el que ganó dos títulos de copa de Uzbekistán en el periodo soviético durante la década de los años 1980s.
En 1992 se convirtió en uno de los equipos fundadores de la Primera Liga de Uzbekistán (segunda división) ocupando el octavo lugar en su primera temporada.
Seis años después obtiene el subcampeonato de la segunda división y logra el ascenso a la Liga de fútbol de Uzbekistán por primera vez en su historia, liga en la que se ha mantenido desde entonces.

## Palmarés
- Copa Soviética de Uzbekistán: 2

1985, 1990